# Eleições legislativas portuguesas de 2025 no distrito de Viana do Castelo
| Eleições legislativas portuguesas de 2025 Distritos: Aveiro \| Beja \| Braga \| Bragança \| Castelo Branco \| Coimbra \| Évora \| Faro \| Guarda \| Leiria \| Lisboa \| Portalegre \| Porto \| Santarém \| Setúbal \| Viana do Castelo \| Vila Real \| Viseu \| Açores \| Madeira \| Estrangeiro |

## Resultados por concelho
Os resultados nos concelhos do Distrito de Viana do Castelo foram os seguintes:

### Arcos de Valdevez
| Partido                 | Partido                                  | Votos  | %               | +/-  |
| ----------------------- | ---------------------------------------- | ------ | --------------- | ---- |
|                         | AD - Coligação PSD/CDS                   | 6 245  | 48,91 / 100,00  | 5,93 |
|                         | Partido Socialista                       | 2 551  | 19,98 / 100,00  | 7,76 |
|                         | Chega                                    | 2 514  | 19,69 / 100,00  | 4,65 |
|                         | Iniciativa Liberal                       | 301    | 2,36 / 100,00   | 0,10 |
|                         | Livre                                    | 215    | 1,68 / 100,00   | 0,46 |
|                         | Alternativa Democrática Nacional         | 176    | 1,38 / 100,00   | 0,31 |
|                         | Coligação Democrática Unitária (PCP-PEV) | 134    | 1,05 / 100,00   | 0,17 |
|                         | Outros (com menos de 1,00%)              | 314    | 2,46 / 100,00   |      |
| Votos Inválidos         | Votos Inválidos                          | 318    | 2,49 / 100,00   | 0,40 |
| Total                   | Total                                    | 12 768 | 100,00 / 100,00 |      |
| Eleitorado/Participação | Eleitorado/Participação                  | 24 095 | 52,99 / 100,00  | 0,73 |

### Caminha
| Partido                 | Partido                                  | Votos  | %               | +/-  |
| ----------------------- | ---------------------------------------- | ------ | --------------- | ---- |
|                         | AD - Coligação PSD/CDS                   | 3 536  | 35,19 / 100,00  | 5,18 |
|                         | Partido Socialista                       | 2 584  | 25,72 / 100,00  | 5,92 |
|                         | Chega                                    | 2 226  | 22,15 / 100,00  | 3,92 |
|                         | Iniciativa Liberal                       | 380    | 3,78 / 100,00   | 0,11 |
|                         | Livre                                    | 290    | 2,89 / 100,00   | 0,65 |
|                         | Coligação Democrática Unitária (PCP-PEV) | 223    | 2,22 / 100,00   | 0,43 |
|                         | Bloco de Esquerda                        | 192    | 1,91 / 100,00   | 2,21 |
|                         | Pessoas–Animais–Natureza                 | 152    | 1,51 / 100,00   | 0,52 |
|                         | Alternativa Democrática Nacional         | 131    | 1,30 / 100,00   | 0,10 |
|                         | Outros (com menos de 1,00%)              | 63     | 0,63 / 100,00   |      |
| Votos Inválidos         | Votos Inválidos                          | 271    | 2,70 / 100,00   | 0,31 |
| Total                   | Total                                    | 10 048 | 100,00 / 100,00 |      |
| Eleitorado/Participação | Eleitorado/Participação                  | 15 850 | 63,39 / 100,00  | 1,02 |

### Melgaço
| Partido                 | Partido                          | Votos | %               | +/-   |
| ----------------------- | -------------------------------- | ----- | --------------- | ----- |
|                         | AD - Coligação PSD/CDS           | 1 617 | 42,45 / 100,00  | 10,59 |
|                         | Partido Socialista               | 1 164 | 30,56 / 100,00  | 7,48  |
|                         | Chega                            | 577   | 15,15 / 100,00  | 0,03  |
|                         | Iniciativa Liberal               | 92    | 2,42 / 100,00   | 0,15  |
|                         | Alternativa Democrática Nacional | 75    | 1,97 / 100,00   | 0,23  |
|                         | Livre                            | 64    | 1,68 / 100,00   | 0,40  |
|                         | Bloco de Esquerda                | 42    | 1,10 / 100,00   | 1,20  |
|                         | Outros (com menos de 1,00%)      | 78    | 2,06 / 100,00   |       |
| Votos Inválidos         | Votos Inválidos                  | 100   | 2,62 / 100,00   | 0,93  |
| Total                   | Total                            | 3 809 | 100,00 / 100,00 |       |
| Eleitorado/Participação | Eleitorado/Participação          | 9 509 | 40,06 / 100,00  | 0,53  |

### Monção
| Partido                 | Partido                          | Votos  | %               | +/-  |
| ----------------------- | -------------------------------- | ------ | --------------- | ---- |
|                         | AD - Coligação PSD/CDS           | 4 139  | 43,02 / 100,00  | 4,57 |
|                         | Chega                            | 2 191  | 22,78 / 100,00  | 3,07 |
|                         | Partido Socialista               | 1 958  | 20,35 / 100,00  | 5,80 |
|                         | Iniciativa Liberal               | 333    | 3,46 / 100,00   | 0,22 |
|                         | Livre                            | 193    | 2,01 / 100,00   | 0,58 |
|                         | Alternativa Democrática Nacional | 159    | 1,65 / 100,00   | 0,11 |
|                         | Bloco de Esquerda                | 143    | 1,49 / 100,00   | 1,11 |
|                         | Outros (com menos de 1,00%)      | 213    | 2,21 / 100,00   |      |
| Votos Inválidos         | Votos Inválidos                  | 291    | 3,03 / 100,00   | 0,05 |
| Total                   | Total                            | 9 620  | 100,00 / 100,00 |      |
| Eleitorado/Participação | Eleitorado/Participação          | 18 612 | 51,69 / 100,00  | 1,65 |

### Paredes de Coura
| Partido                 | Partido                                  | Votos | %               | +/-  |
| ----------------------- | ---------------------------------------- | ----- | --------------- | ---- |
|                         | AD - Coligação PSD/CDS                   | 1 682 | 35,28 / 100,00  | 6,46 |
|                         | Partido Socialista                       | 1 394 | 29,24 / 100,00  | 6,15 |
|                         | Chega                                    | 986   | 20,68 / 100,00  | 2,32 |
|                         | Livre                                    | 110   | 2,31 / 100,00   | 0,50 |
|                         | Iniciativa Liberal                       | 103   | 2,16 / 100,00   | 0,62 |
|                         | Coligação Democrática Unitária (PCP-PEV) | 99    | 2,08 / 100,00   | 0,12 |
|                         | Alternativa Democrática Nacional         | 78    | 1,64 / 100,00   | 0,19 |
|                         | Bloco de Esquerda                        | 74    | 1,55 / 100,00   | 1,86 |
|                         | Outros (com menos de 1,00%)              | 89    | 1,86 / 100,00   |      |
| Votos Inválidos         | Votos Inválidos                          | 152   | 3,19 / 100,00   | 0,26 |
| Total                   | Total                                    | 4 767 | 100,00 / 100,00 |      |
| Eleitorado/Participação | Eleitorado/Participação                  | 8 413 | 56,66 / 100,00  | 1,68 |

### Ponte da Barca
| Partido                 | Partido                                  | Votos  | %               | +/-  |
| ----------------------- | ---------------------------------------- | ------ | --------------- | ---- |
|                         | AD - Coligação PSD/CDS                   | 2 949  | 42,76 / 100,00  | 3,95 |
|                         | Partido Socialista                       | 1 631  | 23,65 / 100,00  | 7,99 |
|                         | Chega                                    | 1 419  | 20,57 / 100,00  | 5,22 |
|                         | Iniciativa Liberal                       | 203    | 2,94 / 100,00   | 0,65 |
|                         | Livre                                    | 147    | 2,13 / 100,00   | 0,25 |
|                         | Alternativa Democrática Nacional         | 97     | 1,41 / 100,00   | 0,15 |
|                         | Coligação Democrática Unitária (PCP-PEV) | 88     | 1,28 / 100,00   | 0,03 |
|                         | Bloco de Esquerda                        | 77     | 1,12 / 100,00   | 0,90 |
|                         | Outros (com menos de 1,00%)              | 84     | 1,22 / 100,00   |      |
| Votos Inválidos         | Votos Inválidos                          | 202    | 2,93 / 100,00   | 0,05 |
| Total                   | Total                                    | 6 897  | 100,00 / 100,00 |      |
| Eleitorado/Participação | Eleitorado/Participação                  | 12 838 | 53,72 / 100,00  | 0,40 |

### Ponte de Lima
| Partido                 | Partido                                  | Votos  | %               | +/-  |
| ----------------------- | ---------------------------------------- | ------ | --------------- | ---- |
|                         | AD - Coligação PSD/CDS                   | 12 571 | 47,05 / 100,00  | 4,22 |
|                         | Chega                                    | 6 139  | 22,97 / 100,00  | 3,80 |
|                         | Partido Socialista                       | 4 132  | 15,46 / 100,00  | 5,98 |
|                         | Iniciativa Liberal                       | 1 108  | 4,15 / 100,00   | 0,45 |
|                         | Livre                                    | 557    | 2,08 / 100,00   | 0,51 |
|                         | Alternativa Democrática Nacional         | 474    | 1,77 / 100,00   | 0,14 |
|                         | Coligação Democrática Unitária (PCP-PEV) | 415    | 1,55 / 100,00   | 0,07 |
|                         | Bloco de Esquerda                        | 330    | 1,23 / 100,00   | 1,29 |
|                         | Outros (com menos de 1,00%)              | 346    | 1,29 / 100,00   |      |
| Votos Inválidos         | Votos Inválidos                          | 649    | 2,43 / 100,00   | 0,28 |
| Total                   | Total                                    | 26 721 | 100,00 / 100,00 |      |
| Eleitorado/Participação | Eleitorado/Participação                  | 40 477 | 66,02 / 100,00  | 1,70 |

### Valença
| Partido                 | Partido                                  | Votos  | %               | +/-  |
| ----------------------- | ---------------------------------------- | ------ | --------------- | ---- |
|                         | AD - Coligação PSD/CDS                   | 2 587  | 35,41 / 100,00  | 5,41 |
|                         | Chega                                    | 2 389  | 32,70 / 100,00  | 3,14 |
|                         | Partido Socialista                       | 1 489  | 20,38 / 100,00  | 6,09 |
|                         | Iniciativa Liberal                       | 194    | 2,66 / 100,00   | 0,05 |
|                         | Livre                                    | 94     | 1,29 / 100,00   | 0,02 |
|                         | Bloco de Esquerda                        | 89     | 1,22 / 100,00   | 1,12 |
|                         | Alternativa Democrática Nacional         | 87     | 1,19 / 100,00   | 0,32 |
|                         | Pessoas–Animais–Natureza                 | 87     | 1,19 / 100,00   | 0,24 |
|                         | Coligação Democrática Unitária (PCP-PEV) | 74     | 1,01 / 100,00   | 0,14 |
|                         | Outros (com menos de 1,00%)              | 48     | 0,65 / 100,00   |      |
| Votos Inválidos         | Votos Inválidos                          | 168    | 2,30 / 100,00   | 0,31 |
| Total                   | Total                                    | 7 306  | 100,00 / 100,00 |      |
| Eleitorado/Participação | Eleitorado/Participação                  | 12 734 | 57,37 / 100,00  | 1,43 |

### Viana do Castelo
| Partido                 | Partido                                  | Votos  | %               | +/-  |
| ----------------------- | ---------------------------------------- | ------ | --------------- | ---- |
|                         | AD - Coligação PSD/CDS                   | 18 300 | 34,68 / 100,00  | 4,19 |
|                         | Partido Socialista                       | 12 233 | 23,18 / 100,00  | 6,43 |
|                         | Chega                                    | 12 184 | 23,09 / 100,00  | 5,47 |
|                         | Iniciativa Liberal                       | 2 475  | 4,69 / 100,00   | 0,36 |
|                         | Livre                                    | 1 862  | 3,53 / 100,00   | 0,95 |
|                         | Coligação Democrática Unitária (PCP-PEV) | 1 562  | 2,96 / 100,00   | 0,41 |
|                         | Bloco de Esquerda                        | 1 129  | 2,14 / 100,00   | 2,49 |
|                         | Alternativa Democrática Nacional         | 699    | 1,32 / 100,00   | 0,07 |
|                         | Pessoas–Animais–Natureza                 | 541    | 1,03 / 100,00   | 0,65 |
|                         | Outros (com menos de 1,00%)              | 384    | 0,72 / 100,00   |      |
| Votos Inválidos         | Votos Inválidos                          | 1 406  | 2,67 / 100,00   | 0,34 |
| Total                   | Total                                    | 52 775 | 100,00 / 100,00 |      |
| Eleitorado/Participação | Eleitorado/Participação                  | 81 696 | 64,60 / 100,00  | 1,11 |

### Vila Nova de Cerveira
| Partido                 | Partido                          | Votos | %               | +/-  |
| ----------------------- | -------------------------------- | ----- | --------------- | ---- |
|                         | AD - Coligação PSD/CDS           | 1 750 | 33,63 / 100,00  | 6,71 |
|                         | Chega                            | 1 516 | 29,13 / 100,00  | 3,91 |
|                         | Partido Socialista               | 1 257 | 24,15 / 100,00  | 6,54 |
|                         | Iniciativa Liberal               | 155   | 2,98 / 100,00   | 0,08 |
|                         | Livre                            | 108   | 2,08 / 100,00   | 0,32 |
|                         | Bloco de Esquerda                | 91    | 1,75 / 100,00   | 1,89 |
|                         | Alternativa Democrática Nacional | 71    | 1,36 / 100,00   | 0,43 |
|                         | Outros (com menos de 1,00%)      | 131   | 2,53 / 100,00   |      |
| Votos Inválidos         | Votos Inválidos                  | 125   | 2,40 / 100,00   | 0,58 |
| Total                   | Total                            | 5 204 | 100,00 / 100,00 |      |
| Eleitorado/Participação | Eleitorado/Participação          | 8 357 | 62,27 / 100,00  | 2,28 |

## Lista de Deputados Eleitos
A lista apresentada é conforme a aplicação do Método D'Hondt:
| N.º | Nome                                         | Partido | Partido            | Partido                          | Quociente  |
| --- | -------------------------------------------- | ------- | ------------------ | -------------------------------- | ---------- |
| 1   | José Pedro Aguiar-Branco                     |         |                    | AD - Coligação PSD/CDS (PPD/PSD) | 55376      |
| 2   | Eduardo Alexandre Ribeiro Gonçalves Teixeira |         | Chega              | Chega                            | 32141      |
| 3   | Marina Gonçalves                             |         | Partido Socialista | Partido Socialista               | 30393      |
| 4   | João Manuel do Amaral Esteves                |         |                    | AD - Coligação PSD/CDS (PPD/PSD) | 27688      |
| 5   | Maria Manuela do Vale Dias de Carvalho Lopes |         |                    | AD - Coligação PSD/CDS (PPD/PSD) | 18458,6667 |